# Дољани (Бихаћ)
Дољани су насељено мјесто у Босни и Херцеговини, у општини Бихаћ, које административно припада Федерацији Босне и Херцеговине. Према попису становништва из 2013. ово насељено мјесто је без становника.

## Становништво
| Националност       | 1991. | 1981. | 1971. | 1961. |
| Срби               | 155   | 239   | 440   | 619   |
| Југословени        |       | 22    |       |       |
| остали и непознато |       |       |       |       |
| Укупно             | 155   | 261   | 440   | 619   |

| Демографија | Демографија | Демографија |
| Година      | Становника  | Становника  |
| ----------- | ----------- | ----------- |
| 1961.       | 619         |             |
| 1971.       | 440         |             |
| 1981.       | 261         |             |
| 1991.       | 155         |             |